# Augusto Di Bono
Augusto di Bono (Sarzana, 26 ottobre 1950) è un attore, doppiatore e direttore del doppiaggio italiano, attivo presso gli studi di Milano e Torino.

## Doppiaggio

### Cinema
- Christopher Lloyd ne Il richiamo della foresta 3D
- Jeffrey DeMunn in Shelter - Identità paranormali
- Bob Hoskins in Go Go Tales
- Martin Sheen in Gettysburg
- James Cromwell in Cate McCall - Il confine della verità
- Anthony Hopkins in Un uomo in guerra
- Donnelly Rhodes in Io & Marley 2 - Il terribile
- Bernard Hill in Franklyn
- Sherman Howard in OP Center
- Ralph J. Alderman in Un regalo speciale
- François Marthouret in Venere nera
- Kang Shin-il in La leggenda del lago maledetto

### Film TV e miniserie
- Lucas in Love Me Licia
- Wallace Shawn ne Il canto di Natale
- Bill Wallis in Ricordi di guerra
- Fritz Weaver in Olocausto (ridoppiaggio)
- Bernard Hill in La tela del ragno
- Corbin Bernsen in Call Me: The Rise and Fall of Heidi Fleiss
- Gerald McRaney in Going for broke - Una vita in gioco

### Serie televisive
- Sepp Schauer in Tempesta d'amore
- Raul Cortez in Terra nostra
- Gabriel Byrne in Vikings
- Tony Amendola in Continuum
- Franklin Cover in I Jefferson (2^ voce)
- McLean Stevenson in Hello, Larry
- Brandon Iglesias in Taina
- Arthur Lake in Blondie
- Ernst Konarek in I misteri di Mondsee
- Garrett M. Brown e Matt Riedy in Scandal
- Akiji Kobayashi in Ultraman
- Jonathan Pryce in The Crown

### Serie animate
- Dottor Mindbender in G.I. Joe: A Real American Hero
- Burne Thompson in Tartarughe Ninja alla riscossa
- Yvon Jasna Delacroix in Overlord
- Averell Dalton in Lucky Luke (1983), Lucky Luke (1991)

### Videogiochi
- Werner Huber in Gabriel Knight 2: The Beast Within[1]